# تشارلتون كيث
تشارلتون كيث (بالإنجليزية: Charlton Keith)‏ هو لاعب كرة القدم الكندية أمريكي، ولد في 4 مايو 1982 في آكرون في الولايات المتحدة.

## وصلات خارجية
- تشارلتون كيث على موقع JustSportsStats.com (الإنجليزية)